# خلوة (تصوف)
الخلوة  هي عند المتصوفة مكان وموضع فردي مخصص للمريد والسالك في بيته أو خارجه لكي يتفرغ للذكر والدعاء والأوراد.

## الخلوة في القرآن
ذكر القرآن معنى الاسم خُلْوَةٍ، والفعل خَلاَ، يَخْلُو، في العديد من الآيات، منها قول الله :
1. سورة البقرة: ﴿وَإِذَا لَقُوا الَّذِينَ آمَنُوا قَالُوا آمَنَّا وَإِذَا خَلَوْا إِلَى شَيَاطِينِهِمْ قَالُوا إِنَّا مَعَكُمْ إِنَّمَا نَحْنُ مُسْتَهْزِئُونَ ۝١٤﴾.(1)
2. سورة البقرة: ﴿وَإِذَا لَقُوا الَّذِينَ آمَنُوا قَالُوا آمَنَّا وَإِذَا خَلَا بَعْضُهُمْ إِلَى بَعْضٍ قَالُوا أَتُحَدِّثُونَهُمْ بِمَا فَتَحَ اللَّهُ عَلَيْكُمْ لِيُحَاجُّوكُمْ بِهِ عِنْدَ رَبِّكُمْ أَفَلَا تَعْقِلُونَ ۝٧٦﴾ [البقرة:76].(2)
3. سورة آل عمران: ﴿هَا أَنْتُمْ أُولَاءِ تُحِبُّونَهُمْ وَلَا يُحِبُّونَكُمْ وَتُؤْمِنُونَ بِالْكِتَابِ كُلِّهِ وَإِذَا لَقُوكُمْ قَالُوا آمَنَّا وَإِذَا خَلَوْا عَضُّوا عَلَيْكُمُ الْأَنَامِلَ مِنَ الْغَيْظِ قُلْ مُوتُوا بِغَيْظِكُمْ إِنَّ اللَّهَ عَلِيمٌ بِذَاتِ الصُّدُورِ ۝١١٩﴾ [آل عمران:119].(3)
4. سورة الأحزاب: ﴿سُنَّةَ اللَّهِ فِي الَّذِينَ خَلَوْا مِنْ قَبْلُ وَلَنْ تَجِدَ لِسُنَّةِ اللَّهِ تَبْدِيلًا ۝٦٢﴾ [الأحزاب:62].(4)
5. سورة فاطر: ﴿إِنَّا أَرْسَلْنَاكَ بِالْحَقِّ بَشِيرًا وَنَذِيرًا وَإِنْ مِنْ أُمَّةٍ إِلَّا خَلَا فِيهَا نَذِيرٌ ۝٢٤﴾ [فاطر:24].(5)

## معنى الخلوة في القرآن
جاءت الخلوة بمعنيين اثنين في آيات القرآن الكريم:
1. اجتماع أشخاص أحياء، بشر أو جن، في مكان معزول لتبادل حديث سري.[4][5]
2. اندثار وغياب أشخاص وأمم متوفين من الحياة الدنيا وغيابهم عن أماكن الحديث والكلام.[6][7]

## مشروعية الخلوة
ينطلق الصوفية في استعمالهم لمكان فردي وشخصي اسمه الخلوة قصد تعميق الإيمان والإخلاص في نفوس مريديهم على السيرة النبوية التي انطلقت من غار حراء الذي كان يختلي فيه رسول الرحمة ﷺ للتحنث والتأمل والتفكر واصطياد الخواطر.
روي عن عائشة بنت أبي بكر  في صحيح البخاري: 
| خلوة (تصوف) | أول ما بدئ به رسول الله صلى الله عليه وسلم من الوحي الرؤيا الصالحة في النوم فكان لا يرى رؤيا إلا جاءت مثل فلق الصبح، ثُمَّ حُبِّبَ إِلَيْهِ الْخَلاَءُ، وَكَانَ يَخْلُو بِغَارِ حِرَاءَ فَيَتَحَنَّثُ فِيهِ، وَهُوَ التَّعَبُّدُ اللَّيَالِي ذَوَاتِ الْعَدَدِ، قبل أن ينزع إلى أهله ويتزود لذلك ثم يرجع إلى خديجة فيتزود لمثلها حتى جاءه الحق وهو في غار حراء فجاءه الملك، حديث صحيح | خلوة (تصوف) |

كما تعتمد الطرق الصوفية على الْخُلْوَةِ في تزكية وتربية المريدين اعتمادا على حديث النبي محمد ﷺ حول المؤمنين السبعة الذين يستظلون بعرش الرحمن في يوم القيامة.
روي عن أبي هريرة  في صحيح البخاري: 
| خلوة (تصوف) | سَبْعَةٌ يُظِلُّهُمُ اللَّهُ يَومَ القِيَامَةِ في ظِلِّهِ، يَومَ لا ظِلَّ إِلَّا ظِلُّهُ: إِمَامٌ عَادِلٌ، وَشَابٌّ نَشَأَ في عِبَادَةِ اللَّهِ، وَرَجُلٌ ذَكَرَ اللَّهَ في خَلَاءٍ فَفَاضَتْ عَيْنَاهُ، وَرَجُلٌ قَلْبُهُ مُعَلَّقٌ في المَسْجِدِ، وَرَجُلَانِ تَحَابَّا في اللَّهِ، وَرَجُلٌ دَعَتْهُ امْرَأَةٌ ذَاتُ مَنْصِبٍ وَجَمَالٍ إلى نَفْسِهَا، قالَ: إنِّي أَخَافُ اللَّهَ، وَرَجُلٌ تَصَدَّقَ بِصَدَقَةٍ فأخْفَاهَا حتَّى لا تَعْلَمَ شِمَالُهُ ما صَنَعَتْ يَمِينُهُ.، حديث صحيح | خلوة (تصوف) |

فهذا الرجل الذي بكى من خشية الله  في خلوته، بعيدا عن أعين الناس، قد استحق بذلك النجاة من أهوال يوم القيامة والاستظلال بعرش الرحمن، ومن ثم فإن استحداث وبناء وتخصيص مكان منفرد للعبادة له أصله في دين الإسلام.

## شروط الخلوة
ذكر الشيخ الفوتي  نحو ستة وعشرين شرطا للخلوة حتى تؤدي مفعولها الإيماني لدى المريد بعيدا عن الشطط والزلل والزيغ والزندقة والشطح.
1. أن يُعَوِّدَ نفسه قبل دخولها إذا أراد الشروع، السهر والذكر وخفة الأكل والعزلة.[13][14]
2. أن يكون دخول الخلوة بحضور الشيخ المربي ومباركته له وللمكان أيضاً.[15]
3. أن يعتقد في نفسه أن دخوله الخلوة إنما هو بقصد أن يستريح الناس من شره، وأن يكف أذاه عنهم.[16]
4. أن يدخلها كما يدخل المسجد مبسملاً متعوذاً بالله تعالى من شر نفسه.[17]
5. أن يدخل الشيخ الخلوة ويركع فيها ركعتين قبل دخول المريد ويتوجه إلى الله تعالى في توفيق المريد.
6. أن يعتقد عند دخوله الخلوة أن الله تعالى ليس كمثله شيء، فكل ما يتجلى له في خلوته من الصور، ويقول له: أنا الله، فيقل: سبحان الله! آمنت بالله.
7. ألا يتلهف كثيراً على كثرة ظهور الكرامات.[18]
8. أن يكون غير مستند إلى جدار الخلوة ولا متكئاً على شيء، مطرقاً رأسه تعظيما لله تعالى، مغمضاً عينيه، ملاحظاً قوله تعالى: ((أنا جليس من ذكرني))، ثم يجعل خيال شيخه بين عينيه، فإنه معه وإن لم يره المريد.
9. أن يشغل قلبه بمعنى الذكر على قدر مقامه، مراعياً معنى الإحسان وهو أن تعبد الله كأنك تراه.
10. أن يداوم الصوم؛ لأنه يؤثر في تقليل الأجزاء الترابية والمائية فيصفو القلب.
11. أن تكون الخلوة مظلمة لا يدخل فيها شعاع الشمس وضوء النهار، فيسد على نفسه طرق الحواس الظاهرة، وسد طرق الحواس الظاهرة شرط لفتح حواس القلب.
12. دوام الضوء لتلألأ الأنوار فيها بعد ذلك.
13. دوام السكوت إلا عن ذكر الله تعالى إلا عند الضرورة القصوى فيتكلم بحذر شديد أن يزيد.
14. أن تكون الخلوة بعيدة عن حس الكلام وتشويش الناس عليه.
15. كونه إذا خرج للوضوء والصلاة يخرج مطرقاً رأسه إلى الأرض غير ناظر إلى أحد، ويحذر كل الحذر نظر الناس إليه، مغطياً رأسه ورقبته بشيء؛ لأنه ربما يحصل له عرق الذكر فيلحقه الهواء فيضره.
16. أن يحافظ على صلاة الجمعة وصلاة الجماعة، وإن وجد نفقة فليتخذ له شخصاً يصلي معه في خلوته؛ أي بالإيجار.[19]
17. وإذا خرج لصلاة الجماعة فليتأخر حتى يكبر الإمام تكبيرة الإحرام فإذا انتهي من الصلاة رجع فوراً إلى خلوته، قال شهاب الدين عمر السهروردي: «وقد رأينا من يتشوش عقله في خلوته، ولعل ذلك لشؤم إصراره على ترك صلاة الجماعة» – شهاب الدين عمر السهروردي
18. ألا ينام إلا إذا غلبه النوم بأن تشوش عليه الذكر.
19. نفي الخواطر عن نفسه خيره كانت أم شريرة.
20. دوام ربط القلب بالشيخ بالاعتقاد والاستمداد على وصف التسليم والمحبة، والاعتقاد التام بأنه لا يصل إليه أي خير إلا من قبل شيخه المباشر، ومتى غاب فكره عن الشيخ فقد خسر الصفقة.
21. ترك الاعتراض عن الشيخ؛ لأنه أعلم بمصالحه وأكبر عقلاً وأعظم؛ لأنه بالغ مبلغ الرجال بخلاف المريد.
22. أنهم في أثناء خلوتهم لا يفتحون أبواب خلوتهم لمجيء الناس وزيارتهم والتبرك بهم، وإياك وتلبيسات النفوس وخداع الشيطان بالإلقاء فيك أن هذا الشخص يهتدي بك وبكلامك وينتفع بملاقاتك في الدين، فإنها من شبكات مكر اللعين.
23. أنه إذا شاهدوا أشياء تقع لهم في اليقظة أو بين النوم واليقظة فلا يستقبحون ذلك ولا يستحسنونه، بل يعرضون ذلك على الشيخ وهو يتصرف بعد ذلك.
24. دوام الذكر والأذكار حسب ترتيب الشيخ لها.
25. الإخلاص وحسم مادة الرياء وطلب السمعة بالكلية.[20]
26. ألا يعين مدة يخرج بعد كمالها، فإن النفس يصير لها بذلك تطلع إلى انقضاء المدة، بل يدخلها وهو يحدث نفسه بأنه قد انتهى من الحياة ودخل القبر.[21][22]

## فيديوهات
- "الخلوة والطريقة الخلوتية": الشيخ وائل دهشان في جويلية 2019م على يوتيوب
- "التجربة الصوفية والخلوة الأربعينية": د. عبد الله الشارف في جانفي 2018م على يوتيوب
- "نفحات: الخلوة": أ.د. علي جمعة في مايو 2019م على يوتيوب
- "شرح التحفة في التصوف بعنوان: العزلة والخلوة": الشيخ عبد السلام أبو الفضل في أبريل 2014م على يوتيوب
- "خلوة الاستغفار: خصائصها وأسرارها وكيفيتها": الشيخ مخلف العلي القادري الحسيني في سبتمبر 2018م على يوتيوب

## هوامش
- 1 سورة البقرة، الآية: 14.
- 2 سورة البقرة، الآية: 76.
- 3 سورة آل عمران، الآية: 119.
- 4 سورة الأحزاب، الآية: 62.
- 5 سورة فاطر، الآية: 24.